# Marianne Lang
Marianne Lang, geborene Marianne Boudet bzw. Marianne Poudet, (1764 in Mannheim – 22. August 1835 in Hietzing bei Wien) war eine deutsche Theaterschauspielerin, Opernsängerin (Sopran) und Schauspiellehrerin.

## Leben
Lang, die Tochter des Tänzers Jacob Boudet, wurde von Theobald Marchand entdeckt und ausgebildet, betrat schon 1777 die Bühne des neugegründeten deutschen Hoftheaters ihrer Vaterstadt, und kam noch im selben Jahr ans Hoftheater in München, wo sie sich 1782 mit dem Hofmusiker Martin Lang verheiratete (ihre Tochter Margarethe verheiratete sich mit dem Theaterdirektor Carl) und bis zu ihrer Pensionierung 1821 ein außerordentlich beliebtes Mitglied dieses Kunstinstitutes blieb.
Sie wirkte vornehmlich als tragische Liebhaberin, ging aber später in das Fach der Anstandsdamen über. Es verdient Erwähnung, dass sie am 7. Juni 1802 „Die Königin“ in Don Carlos und am 11. September 1806 „Die Bertha“ im Tell bei der Erstaufführung dieser klassischen Werke in München spielte. Nach ihrer Pensionierung beschäftigte sie sich noch mit der Heranbildung junger Talente und übersiedelte 1828 nach Wien. 1835 starb sie in einem Haus ihres Schwiegersohnes in Hietzing bei Wien.

## Familie
Ihre Geschwister waren die beiden Opernsängerinnen (Sopran) Sophie Boudet (vor 1765–nach 1797) und Manon Müller-Boudet (1765–1824). Neben ihrer Tochter Margarethe war sie noch Mutter des Geigers Theobald Lang (1783–1839), des Fagottisten Franz Xaver Lang (1791–1862) sowie der Schauspielerin Josefa Lang (1791–1862). Über Margarethe war sie Schwiegermutter von Carl Carl und über Josefa von Karl Flerx.

## Schüler
- Anna Altmutter (1790–1826), österreichische Opernsängerin (Sopran)
- Charlotte von Hagn (1809–1891), deutsche Theaterschauspielerin